# Arrondissement di Confolens
L'arrondissement di Confolens è un arrondissement dipartimentale della Francia situato nel dipartimento della Charente, nella regione della Nuova Aquitania.

## Storia
Fu creato nel 1800 sulla base dei preesistenti distretti. Il 1º gennaio 2008 vi sono stati trasferiti i cantoni di Aigre, Mansle, Ruffec e Villefagnan, che in precedenza facevano parte dell'arrondissement di Angoulême.

## Composizione
L'arrondissement è composto da 139 comuni raggruppati in 10 cantoni:
- cantone di Aigre
- cantone di Chabanais
- cantone di Champagne-Mouton
- cantone di Confolens-Nord
- cantone di Confolens-Sud
- cantone di Mansle
- cantone di Montembœuf
- cantone di Ruffec
- cantone di Saint-Claud
- cantone di Villefagnan